# Erick Dias
Erick Dias Amorim Lima, mais conhecido como Erick Dias (Campina Grande, 25 de novembro de 1994) é um empresário, produtor musical, promotor de eventos e influenciador digital brasileiro.[carece de fontes?] É conhecido por empresariar artistas como Whindersson Nunes e Lord Vinne, além de CEO da companhia Prayme Eventos, produtora de eventos e gravadora musical.

## Biografia e carreira
Nascido em Campina Grande, na Paraíba, Erick é uma das figuras mais populares do Nordeste atualmente, sendo destaque em jornais do Brasil como Jornal Extra, pelo seu crescimento exponencial no mercado do entretenimento brasileiro. Ele começou sua atuação no mercado de eventos na região Nordeste, mas atualmente produz shows para o Brasil inteiro. Com sua empresa de eventos Prayme Eventos, o empresário já trabalhou com diversos artistas e realizou show de artistas como Kevinho, Gkay, Aline Barros e Hungria Hip Hop. Foi produtor da peça No Tempo da Minha Vó, com Whindersson Nunes, realizada em Campina Grande em 2015, sendo a única peça realizada por Whindersson em toda a sua carreira. Em 2015, também produziu o primeiro álbum de estúdio de Whindersson Nunes, chamado Whindersson Nunes - Tão Linda.
Em 2020, produziu o primeiro álbum de estúdio de Lord Vinne, intitulado Swing do Lord Vinne. Sua carreira como empresário começou em 2014, quando realizou diversos shows com Whindersson Nunes pela região Nordeste, levando o youtuber pela primeira vez com a sua turnê por São Paulo.

## Vida pessoal
Em 2020, após fazer exame para COVID-19, Erick Dias descobriu estar com leucemia. "Foram 4 internações de quase 1 mês cada uma delas e o mais difícil foi ficar longe da minha filha de 2 anos. Foi onde conheci pessoas com doenças bem piores que a minha e deixei de reclamar e me apeguei a Deus e pensamentos que já estava curado", relatou o empresário ao site Na Telinha.

## Produções musicais

### Álbuns
- Whindersson Nunes - Tão Linda (Whindersson Nunes)
- Swing do Lord Vinne - Lord Vinne